# Mario Kart: Super Circuit
Mario Kart: Super Circuit is een spel voor de Game Boy Advance, dat in 2001 is uitgebracht.

## Personages
Bij het spel kan men kiezen uit 8 personages, die dan vervolgens in hun kart over een circuit rijden. Elke personage heeft zijn eigen voor- en nadelen wat betreft snelheid en gewicht. De acht personages zijn:
| Naam           | Speed | Weight |
| -------------- | ----- | ------ |
| Mario          | 3     | 3      |
| Luigi          | 3     | 3      |
| Princess Peach | 5     | 1      |
| Toad           | 5     | 1      |
| Yoshi          | 4     | 2      |
| Bowser         | 1     | 5      |
| Wario          | 2     | 4      |
| Donkey Kong    | 2     | 4      |

## Speltypes
In Mario Kart Super Circuit zijn er 5 verschillende speltypes: Mario Gp, Quick Run en de Time Trial. Men kan kiezen uit 3 moeilijkheden: 50 cc, 100 cc of 150 cc.

### Mario GP
Men kan dan vervolgens kiezen uit 4 kampioenschappen. Als de speler beter rijdt, dan kan hij ook nog de overige kampioenschappen vrij spelen. GP is het enige type waarbij de muntjes van wezenlijk belang zijn.

### Time Trial
Hierbij rijdt men alleen op een circuit. Indien de speler dit circuit al eens eerder heeft bezocht, zal een doorzichtige versie van de speler de snelste tijd op dat circuit weergeven. De speler moet vervolgens 3 (of 5, op de 'Extra Tracks') ronden op het circuit rijden en zorgen dat hij de snelste tijd neerzet.

### Quick Run
Hier kan men een circuit leren kennen, of even snel een race doen.

### Battle
Dit speltype kan men alleen spelen met z'n tweeën of meer.

### VS
Dit speltype kan men alleen spelen met z'n tweeën of meer.

## Unlockables
Er zijn in totaal 24 verschillende circuits unlockable, waarvan een aantal circuits zijn overgenomen uit Super Mario Kart voor de SNES. In totaal zijn er dus 40 verschillende circuits beschikbaar.

## Voorwerpen
In Mario Kart: Super Circuit keren acht voorwerpen uit voorgaande Mario Kart-games terug. Dit is enige game (tot en met Mario Kart Tour) dat geen nieuwe voorwerpen introduceert. Met een driedubbele-versie van het rode schild, het groene schild en de superpaddenstoel komt het totaal aantal voorwerpen in Mario Kart: Super Circuit op elf. De driedubbele-variant van de superpaddenstoel is alleen beschikbaar in de spelmodus Time Trial. 

## Circuits

### Nieuw
Mushroom Cup
- Peach Circuit
- Suy Guy Beach
- Riverside Park
- Bowsers Castle 1

Flower Cup
- Mario Circuit
- Boo Lake
- Cheese Land
- Bowsers Castle 2

Lightning Cup
- Luigi Circuit
- Sky Garden
- Cheep Cheep Island
- Sunset Wilds

Star Cup
- Snow Land
- Ribbon Road
- Yoshi Desert
- Bowsers Castle 3

Special Cup
- Lakeside Park
- Broken Pier
- Bowsers Castle 4
- Rainbow Road

### Retro
Alle twintig circuits uit Super Mario Kart zijn te spelen in Mario Kart: Super Circuit. Er zijn vijf bekers met elk vier circuits, in tegenstelling tot Super Mario Kart waarin diezelfde circuits verdeeld waren over vier bekers met elk vijf circuits.

## Gevechtsarena's
- Battle Course 1
- Battle Course 2
- Battle Course 3
- Battle Course 4

## Trivia
- Het spel is opgenomen in het boek 1001 Video Games You Must Play Before You Die van Tony Mott.